# Psychotria grandiflora
Psychotria grandiflora là một loài thực vật có hoa trong họ Thiến thảo. Loài này được H.Mann miêu tả khoa học đầu tiên năm 1867.